# Alexander Beck (piloto)
Alexandre Beck DFC (3 de novembro de 1899 – 4 de janeiro de 1989) foi um aviador anglo-argentino durante a Primeira Guerra Mundial. Ele era um menor de idade que conseguiu integrar nas fileiras e conseguiu tornar-se num ás da aviação com 11 oficial aérea vitórias.

## Pós-Primeira Guerra Mundial
Ele foi condecorado com a "Distinguished Flying Cross", no dia 3 de dezembro de 1918. No texto da sua condecoração pode-se ler:
Tenente (praticamente Capitão), Alexandre Beck.
Ousado e hábil líder, que abateu quatro aviões inimigos. A sua coragem e liderança fizeram com que tivesse tido uma grande influência na manutenção da eficiência do esquadrão.